# Time (tygodnik)

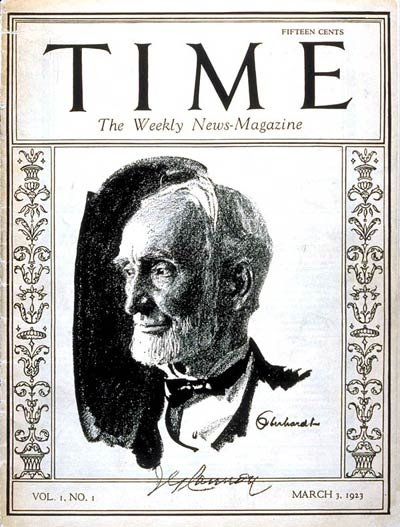
Okładka pierwszego wydania „Time’a” z 3 marca 1923

Time – amerykański tygodnik społeczno-polityczny wydawany od 1923 w Nowym Jorku.
Został założony w 1923 przez Britona Haddena i Henry’ego Luce’a.
W niektórych kampaniach reklamowych skrót TIME jest rozwijany jako The International Magazine of Events (międzynarodowy magazyn informacyjny).
Od 1997 „Time” jest wydawcą publikacji informacyjnej Time Almanac.

## Wersje
Oprócz podstawowej amerykańskiej wersji „Time” ukazuje się również w następujących edycjach:
- europejska („Time Europe”) – wydawana w Londynie, obejmuje zasięgiem Europę, Bliski Wschód, Afrykę, a od 2003 także Amerykę Łacińską
- azjatycka („Time Asia”) – ma swoją siedzibę w Hongkongu
- kanadyjska („Time Canada”) – redakcja znajduje się w Toronto
- australijska – obejmuje zasięgiem Australię, Oceanię i Wyspy Pacyfiku.

## Człowiek Roku
„Time” najbardziej znany jest z przyznawania tytułu „Człowiek Roku”. Otrzymuje go osoba, która w minionym roku miała, zdaniem redaktorów, największy wpływ na wydarzenia w Ameryce i na świecie w pozytywnym lub negatywnym znaczeniu. Wśród laureatów byli m.in. prezydenci Stanów Zjednoczonych, dyktatorzy – Adolf Hitler i Józef Stalin – oraz dwóch Polaków: Jan Paweł II i Lech Wałęsa.
Tytuł po raz pierwszy przyznano Charlesowi Lindberghowi w 1927. W 2006 „Time” nagrodził społeczność internetową, honorując w ten sposób masowy wkład w rozwój internetowych treści i społeczności.

## Podrobienie rankingu tygodnika Time
Ranking 100 najbardziej wpływowych osób świata magazynu Time został w 2009 zmanipulowany przez internautów związanych z serwisem 4chan. Ranking był ułożony na podstawie głosów internautów i zabezpieczony przez reCAPTCHA. W wyniku połączonych działań wielu internautów udało się wprowadzić na pierwsze miejsce założyciela serwisu i ułożyć akronim z pierwszych liter nazwisk osób w rankingu: marble cake also the game.